# El balcón de las mujeres
El balcón de las mujeres (en hebreo: ישמח חתני‎, en inglés: The Women's Balcony) es una película israelí de género cómico dirigida por Emil Ben-Shimon.

## Sinopsis
Una congregación ortodoxa de Jerusalén, que está celebrando en su sinagoga el Benei Mitzvá, sufre el derrumbe del balcón donde las mujeres rezan. El rabino y su esposa resultan gravemente heridos. La reconstrucción del templo va a generar una actividad incesante. Un día pasa por el barrio un hombre con atuendo jasídico y se une a ellos para celebrar el minyán.
La reparación de la sinagoga se hace con prontitud, pero una vez terminada las mujeres de la comunidad descubren que el balcón de sus rezos ha desaparecido. Los maridos alegan falta de fondos. Molestas por la falta de un lugar para ellas en la sinagoga, las mujeres, encabezadas por Etti, se proponen recaudar dinero suficiente para pagar la reconstrucción del templo. Sin embargo, el rabino David se niega a permitir la reconstrucción, diciendo que en el libro sagrado de la Torá se dice que el pecado llevaría a la catástrofe. Las mujeres dejan a sus maridos, diciendo que no volverán hasta que el balcón esté construido. El rabino David trata de convencer a los varones de la comunidad de que pedir un nuevo rollo de la Torá es más importante que completar el balcón de las mujeres.

## Reparto
- Evelin Hagoel: Etti
- Yigal Naor: Zion
- Orna Banai: Tikva
- Einat Saruf: Margalit
- Aviv Alush: rabino David
- Itzik Cohen: Aaron